# 小苞黄脉爵床
小苞黄脉爵床（学名：Sanchezia parvibracteata）是爵床科黄脉爵床属的植物，是中国的特有植物。分布于中国大陆的广东、香港等地，目前尚未由人工引种栽培。